# Irina Chudoroszkina
Irina Chudoroszkina (ur. 13 października 1968) – rosyjska lekkoatletka, kulomiotka. Dwukrotna olimpijka (1996, 2008).

## Sukcesy
- 7. miejsce w Finale Grand Prix IAAF (Monako 1995)
- srebrny medal podczas Halowych Mistrzostw Europy w Lekkoatletyce (Sztokholm 1996)
- brąz Igrzysk olimpijskich (Atlanta 1996)
- 2. miejsce w Superlidze Pucharu Europy (Málaga 2006)
- srebro na Halowych Mistrzostwach (Birmingham 2007)
- wielokrotna mistrzyni Rosji

Chudoroszkina była zawieszona na 2 lata z powodu stosowaniu niedozwolonych środków dopingujących (od 8 kwietnia 2004 do 7 kwietnia 2006).

## Rekordy życiowe
- Pchnięcie kulą – 20,32 (1996)
- Pchnięcie kulą (hala) – 19,31 (2003)